# سیدنی والپی رادلی والترز
سیدنی والپی رادلی والترز (انگلیسی: Sydney Valpy Radley-Walters; ۱۱ ژانویهٔ ۱۹۲۰ – ۲۱ آوریل ۲۰۱۵) فرد نظامی اهل کانادا بود.